# Wilfred Oranje
Wilfred Oranje (Haarlem, 6 augustus 1951 - Amsterdam, 31 juli 2011) was een Nederlands vertaler van vooral Duitse literatuur en filosofie.

## Biografie
Oranje studeerde rechten en slavistiek in Amsterdam. Eind jaren '70 begon hij te vertalen uit het Duits en het Italiaans. Hij vertaalde onder meer Aldus sprak Zarathoestra van Friedrich Nietzsche, de Filosofische beschouwingen en de Dagboeken van Ludwig Wittgenstein, Italiaanse reis van Goethe, De Opstand der Nederlanden van Schiller en een groot aantal romans van Joseph Roth.
Tussen 1982 en 2006 werkte hij aan een geannoteerde vertaling van de complete Werken van Sigmund Freud, in totaal 8000 pagina’s. In een interview met NRC Handelsblad zei hij dat Freuds werk "verreweg het interessantste is dat er de laatste eeuw is gedaan op het terrein van de psychologie".
Op initiatief van de Nederlandse Vereniging voor Psychoanalyse werd hij in 2006 bevorderd tot Ridder in de Orde van Oranje-Nassau. Voor zijn hele vertaaloeuvre kreeg hij in 2007 de vertaalprijs van het Nederlands Letterenfonds.
Op 31 juli 2011 overleed Oranje aan kanker in Amsterdam.

### Vertalingen
- Johann Wolfgang Goethe, Campagne in Frankrijk 1792, 2011 (Dt.: Campagne in Frankreich 1792 en Belagerung von Mainz).
- E.T.A. Hoffmann, Leven en opvattingen van Kater Murr, 2010 (Dt.: Lebens-Ansichten des Katers Murr : nebst fragmentarischer Biographie des Kapellmeisters Johannes Kreisler in zufälligen Makulaturblättern, 1819-1821).
- Michael Bienert en Joseph Roth, Joseph Roth in Berlijn, 2009 (Dt.: Joseph Roth in Berlin. Ein Lesebuch für Spaziergänger).
- Adalbert Stifter, Kleurige stenen - een feestgeschenk, 2008 (Dt.: Bunte Steine, 1853).
- Joseph Roth, Rechts en links, 2008 (Dt.: Rechts und Links, 1929)
- Ludwig Wittgenstein, Licht en schaduw, 2007 (Dt.: Licht und Schatten, 2004).
- Joseph Roth, Job. Roman over een eenvoudige man, 2007 (Dt. Hiob, 1930).
- Joseph Roth, Rebellie, 2007 (Dt.: Die Rebellion, 1924).
- Sigmund Freud, Werken 1-10 en 11 (met registers, concordantie, psychoanalytisch lexicon), 2003-2006, (Dt.: Gesammelte Werke).
- Friedrich Schiller, De opstand der Nederlanden, 2005 (Dr. Geschichte des Abfalls der vereinigten Niederlande von der Spanischen Regierung).
- Joseph Roth, Het valse gewicht - Geschiedenis van een ijkmeester, 2004 (Dt.: Das falsche Gewicht. Die Geschichte eines Eichmeisters, 1937).
- Heinrich Heine, Reistaferelen, 2003 (Dt.: Reisebilder).
- Joseph Roth, Hotel Savoy, 2003 (Dt.: 1924).
- Joseph Roth, Het spinnenweb, 2002 (Dt. Das Spinnennetz, 1923).
- Joseph Roth, De kapucijner crypte, 2001 (Dt.: Die Kapuzinergruft, 1938).
- Arthur Schnitzler, Jeugd in Wenen, 2000 (Dt.: Jugend in Wien, 1968).
- Sigmund Freud en Carl Gustav Jung, Brieven (de Jung-brieven vertaald door Paul Beers), 2000 (Dt.: Briefwechsel).
- Ludwig Wittgenstein, Denkbewegingen - Dagboeken, 1999 (Dt.: Denkbewegungen: Tagebücher 1930-1932 / 1936-1937, 1997).
- Johann Wolfgang Goethe, Italiaanse reis, 1999 (Dt.: Italienische Reise, 1788).
- Ludwig Wittgenstein, Filosofische beschouwingen, 5 delen, 1998 (Lectures & Conversations on aesthetics, psychology and religious belief, 1966).
- Theodor Fontane, Stechlin. Roman van het oude en nieuwe Pruisen, 1997, herziene versie 2007 (Dt.: Der Stechlin, 1898).
- Friedrich Nietzsche, Aldus sprak Zarathoestra, 1996 (Dt.: Also sprach Zarathustra).
- Ludwig Wittgenstein, Het blauwe en het bruine boek, 1996 (En.: The blue and brown books, 1958).
- Leonardo da Vinci, Paragone: verhandeling over de schilderkunst. Eerste boek, 1996 (It.: Trattato della pittura - prima parte).
- Guido Ceronetti, De stilte van het lichaam : materiaal voor de bestudering van de geneeskunde, 1996 (It.: Il silenzio del corpo, 1979).
- Ludwig Wittgenstein Knipsels, 1995 (Dt.: Zettel, 1967).
- Wilhelm Dilthey, Kritiek van de historische rede, 1994 (Dt.: Einleitung in die Geisteswissenschaften en Der Aufbau der geschichtlichen Welt in den Geisteswissenschaften, e.a.t.).
- Erich Auerbach, Mimesis. De weergave van de werkelijkheid in de westerse literatuur, 1991, herziene versie 2004 (Dt.: Mimesis. Dargestellte Wirklichkeit in der abendländischen Literatur, 1946].
- Gesualdo Bufalino, Koortsdromen, 1991 (It.: Diceria dell' untore, 1981).
- Giorgio Manganelli, Uit de hel 1988 (It.: Dall'inferno, 1985).
- Giorgio Manganelli, De roes van de briefschrijver en 99 andere gevleugelde romans, 1987 (It.: Centuria. Cento piccoli romanzi fiume, 1979).
- Sergej Eisenstein, Lessen in regie, 1979-1985 (Rs.: Naoerokach rezjissoery S.M. Ejzensjtejna).
- Viktor Sjklovski et al., Russies formalisme, 1982.
- Pier Paolo Pasolini, De ketterse ervaring, 1981 (It.: Empirismo eretico, 1972).
- Peter Bächlin, Ekonomiese geschiedenis van de film, 1977 (Dt.: Der Film als Ware, 1945).